# Гарюгин, Владимир Александрович
Владимир Александрович Гарюгин (род. 27 апреля 1950, Ярославль) — советский и российский хозяйственный деятель, Почётный железнодорожник, начальник Петербургского метрополитена с 29 января 1990 года по 3 августа 2020 года, Почётный гражданин Санкт-Петербурга. Член Общественного совета Санкт-Петербурга, член Совета Санкт-Петербургской торгово-промышленной палаты, член Союза промышленников и предпринимателей Санкт-Петербурга.

## Биография
Владимир Александрович Гарюгин родился в 1950 году в Ярославле. Потомственный железнодорожник, продолживший дело отца и деда, всю жизнь прослуживших на железной дороге.
Окончил Электротехнический факультет Ленинградского института инженеров железнодорожного транспорта по специальности «Автоматика, телемеханика и связь на железнодорожном транспорте» в 1972 году.
С 1972 года работал электромехаником, старшим электромехаником, старшим инженером Ленинград-Балтийской дистанции сигнализации и связи Октябрьской железной дороги.
Инструктор промышленно-транспортного отдела Ленинского РК КПСС с 1978 года.
В 1983 году возглавил одно из ведущих подразделений Ленинградского метрополитена — службу движения. Секретарь партийного комитета Ленметрополитена.
С 1986 года — инструктор Ленинградского обкома КПСС, второй секретарь, первый секретарь Петродворцового РК КПСС.
В январе 1990 года решением конференции трудового коллектива на альтернативной основе был избран начальником Ленинградского метрополитена, победив в конкурентной борьбе других претендентов на эту должность.
Является представителем Петербургского метрополитена в Международном Союзе общественного транспорта и ассоциации метрополитенов России и СНГ.
В августе 2020 года принял решение покинуть пост. Заявление подписано 03.08.2020.

## Уголовные преследования
22 мая 2015 года, в связи с расследованием о хищении 466 миллионов рублей при строительстве комплекса наземного вестибюля станции метро «Адмиралтейская» Петербургского метрополитена, суд арестовал имущество Гарюгина, включая: земельные участки, дом, машину и деньги. 19 июля 2019 года уголовное преследование полностью прекращено в связи с отсутствием состава преступления и с признанием права на реабилитацию.

## Награды и почётные звания
- Орден «За заслуги перед Отечеством» III степени (2 февраля 2011) — за большой вклад в развитие транспортной отрасли и многолетнюю добросовестную работу[7]
- Орден «За заслуги перед Отечеством» IV степени (4 ноября 2005) — за достигнутые трудовые успехи и многолетнюю добросовестную работу[8]
- Орден Почёта (11 октября 1995) — за заслуги перед государством и многолетний добросовестный труд[9]
- Орден Дружбы народов
- Почётный железнодорожник
- Почётный работник транспорта России
- Знак отличия «За заслуги перед Санкт-Петербургом» (28 мая 2004 года)[10]
- Почётный гражданин Санкт-Петербурга (20 мая 2020 года)[11]

## Предшествовавшие начальники Ленинградского метрополитена
- И. С. Новиков
- В. А. Аверкиев
- Алексей Тимофеевич Денисов